# Lena (Village, Wisconsin)

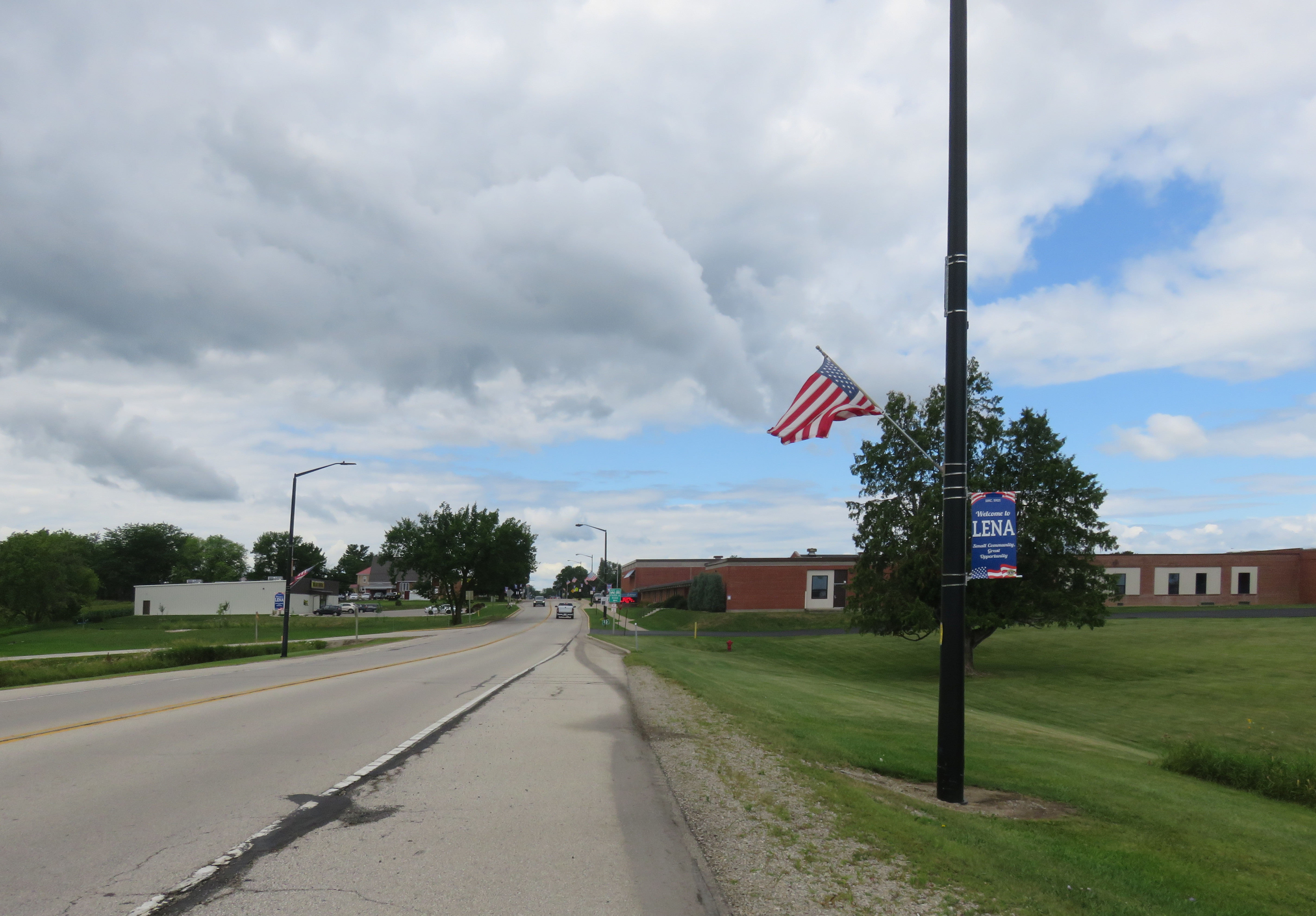
Straße in Lena, Wisconsin, USA

Lena ist eine Gemeinde (mit dem Status „Village“) im Oconto County im US-amerikanischen Bundesstaat Wisconsin. Im Jahr 2010 hatte Lena 564 Einwohner.
Lena ist Bestandteil der Metropolregion um die Stadt Green Bay.

## Geografie
Lena liegt im Osten Wisconsins rund 2 km südlich des North Branch Little River, einem linken Nebenfluss des in die Green Bay des Michigansees mündenden Oconto River. 
Die geografischen Koordinaten von Lena sind 44°57′04″ nördlicher Breite und 88°02′48″ westlicher Länge. Das Gemeindegebiet erstreckt sich über eine Fläche von 2,67 km² und wird vollständig von der Town of Lena umgeben, ohne dieser anzugehören. 
Benachbarte Orte von Lena sind Coleman (14,6 km nördlich), Pound (17,5 km in der gleichen Richtung), Oconto (21 km südöstlich), Stiles (11,2 km südlich), Oconto Falls (15,8 km südwestlich) und Spruce (9,3 km westlich).
Das Stadtzentrum von Green Bay liegt 51,6 km südlich von Lena. Die weiteren nächstgelegenen größeren Städte sind Wisconsins größte Stadt Milwaukee (234 km südlich), Chicago in Illinois (379 km in der gleichen Richtung), Appleton (96,3 km südsüdwestlich), Wisconsins Hauptstadt Madison (267 km in der gleichen Richtung), Wausau (148 km westlich), die Twin Cities in Minnesota (430 km in der gleichen Richtung), Duluth am Oberen See in Minnesota (488 km nordwestlich) sowie Sault Ste. Marie in Michigan und die gleichnamige Nachbarstadt in der kanadischen Provinz Ontario (411 km nordöstlich).

## Verkehr
Der vierspurig ausgebaute U.S. Highway 141 verläuft in Nord-Süd-Richtung entlang der östlichen Ortsgrenze von Lena. Alle weiteren Straßen sind untergeordnete Landstraßen, teils unbefestigte Fahrwege sowie innerstädtische Verbindungsstraßen.
Durch Lena verläuft in Nord-Süd-Richtung eine Eisenbahnlinie für den Frachtverkehr der Escanaba and Lake Superior Railroad.
Mit dem J. Douglas Bake Memorial Airport in Oconto befindet sich 23 km südöstlich ein kleiner Flugplatz. Der nächste Verkehrsflughafen ist der Austin Straubel International Airport in Green Bay (56,7 km südlich).

## Bevölkerung
Nach der Volkszählung im Jahr 2010 lebten in Lena 564 Menschen in 251 Haushalten. Die Bevölkerungsdichte betrug 211,2 Einwohner pro Quadratkilometer. In den 251 Haushalten lebten statistisch je 2,25 Personen. 
Ethnisch betrachtet setzte sich die Bevölkerung zusammen aus 96,6 Prozent Weißen, 1,4 Prozent amerikanischen Ureinwohnern, 0,2 Prozent (eine Person) Asiaten sowie 0,2 Prozent aus anderen ethnischen Gruppen; 1,6 Prozent stammten von zwei oder mehr Ethnien ab. Unabhängig von der ethnischen Zugehörigkeit waren 1,8 Prozent der Bevölkerung spanischer oder lateinamerikanischer Abstammung. 
23,4 Prozent der Bevölkerung waren unter 18 Jahre alt, 61,2 Prozent waren zwischen 18 und 64 und 15,4 Prozent waren 65 Jahre oder älter. 49,6 Prozent der Bevölkerung waren weiblich.
Das mittlere jährliche Einkommen eines Haushalts lag bei 43.167 USD. Das Pro-Kopf-Einkommen betrug 21.038 USD. 25,5 Prozent der Einwohner lebten unterhalb der Armutsgrenze.